# Mantispa iridipennis
Mantispa iridipennis är en insektsart som beskrevs av Guérin-Méneville 1844. Mantispa iridipennis ingår i släktet Mantispa och familjen fångsländor. Inga underarter finns listade i Catalogue of Life.